# Les Bords du Loing ; effet d'automne le matin à Moret
Les Bords du Loing ; effet d'automne le matin à Moret est un tableau réalisé par le peintre français Francis Picabia en 1904. Il s'agit d'un paysage représentant les bords du Loing à Moret-sur-Loing pendant l'automne. Un temps la propriété de Louis Brocq, il est aujourd'hui conservé au musée des Beaux-Arts d'Agen.

## Contexte
C'est en 1904 que Picabia se tourne vers l'impressionnisme. Subjugué par les toiles d'Alfred Sisley, il séjourne régulièrement à Moret entre 1904 et 1907 durant cette période. Olga Picabia, épousée par l'artiste en 1940 déclare que Picabia « en travaillant à Moret avant 1900 (...) connut un peu (Sisley) et il avait pour lui une très grand admiration qu'il n'a jamais désavouée ». Il est donc possible, bien qu'à confirmer, que Picabia ait rencontré Sisley en 1898-1899 à Moret où ce dernier est mort.

## Description
La toile évoque une promenade sous l’ombre des arbres. Picabia figure la lumière automnale diaprée scintillant sur les feuilles rouge-orangées. Le regard de l'observateur est attiré par l’allée qui mène aux profondeurs du paysage. Au premier plan, un tapis de feuilles est représenté d'une touche empâtée, les coups de pinceau s’affinant dans la perspective. L’eau, emblématique des impressionnistes, est figurée avec ses reflets étincelants, participant à la luminosité du tableau. Les promeneurs et la péniche donnent vie à la représentation.

## Provenance
- Collection du docteur et Mme Louis Brocq, 1934 ;
- don de Mme Brocq, 1934 ;
- dépôt à la Préfecture de Lot-et-Garonne, Cabinet du Préfet, Agen, 1943-1975.